# Акселерация
Акселерация (от латински: acceleratio) е физиологичен процес на ускорено, преждевременно физическо развитие на човешкия организъм, значително надвишаващо същите показатели на връстниците. Наблюдава се в последните 150 години. Макар че се отнася основно за хората, терминът може да бъде приложен и към други живи организми.
Акселерацията се изразява в увеличаване на средния ръст, увеличаване на репродуктивния период при жените или по-бързо настъпване на физически изменения (например окосмяване, смяна на зъби).